# 2974 Holden
2974 Holden è un asteroide della fascia principale. Scoperto nel 1955, presenta un'orbita caratterizzata da un semiasse maggiore pari a 2,3121579 UA e da un'eccentricità di 0,1409401, inclinata di 6,42539° rispetto all'eclittica.